# Take That
 Denne artikel bør gennemlæses af en person med fagkendskab for at sikre den faglige korrekthed.

Take That er et britisk boyband, dannet i 1989 i Manchester. De nuværende medlemmer i gruppen er Gary Barlow, Mark Owen og Howard Donald. Den originale opsætning bestod også af Robbie Williams og Jason Orange frem til 2014.
BBC beskrev i midten af 1990'erne Take That som "det mest succesfulde britiske band siden The Beatles – elsket af gamle såvel som unge".

I 2005 blev dokumentaren Take That - For The Record sendt. Dokumentaren portrætterede Take That i årene 1989-1996, samt fortalte historien bag succesen og hvorfor gruppen gik fra hinanden. Barlow, Owen, Williams, Donald og Orange medvirkede alle i dokumentaren. Dog nægtede Williams at genforenes med resten af gruppen i slutningen af dokumentaren, grundet hans uoverensstemmelser med Barlow.
I 2006 udgav Take That Beautiful World der var gruppens første i 11 år. Forsanger Gary Barlow beskriver albummet som gruppens første udgivelse som et band fremfor et boyband. Albummet indeholder numre som Patience og Mark Owens Shine.
I 2008 udgav Take That albummet The Circus med sangene The Greatest Day og The Garden. Albummet indtog førstepladsen på den engelske hitliste.
Siden 2009 har Williams været en del af Take That på lejlighedsvis plan, da han optrådte med dem til en "Children in Need" koncert i 2009.
I 2010 meldte Williams sig ind i gruppen som officielt medlem for første gang siden 1995. Senere samme år blev albummet Progress udgivet, med sangene The Flood og Kidz.

I 2011 turnerede Take That i Europa på deres Progress Live turné, der skulle promovere albummet.
I 2012 gik Take That på en kreativ pause ifølge forsangeren for gruppen Gary Barlow. Robbie Williams udgav derfor albummet "Take The Crone", Mark Owen udgav "The Art of Doing Nothing" og Gary Barlow med "Since I Saw You Last" der var hans første soloalbum siden 1999. Howard Donald blev dommer på det tyske danseprogram Got To Dance og Jason Orange gjorde sig som skuespiller i bl.a den britiske TV-serie Shameless.
I 2014 forlod Robbie Williams gruppen for anden gang. Han meddelte i et tweet at han ikke kunne deltage i Take That på deres kommende album og turné, grundet Williams' kone Ayda Field skulle føde parrets andet barn. Williams har dog i 2016, 2017, 2018 og 2020 optrådt med gruppen under flere anledninger og planlægger at vende tilbage til gruppen igen i fremtiden. Senere samme år valgte Jason Orange også at forlade gruppen. I november samme år udkom gruppens syvende album "III", dette var gruppens første udgivelse efter Williams og Orange havde forladt gruppen.
I 2016 gæstede Williams Take That-medlemmerne til Brit Awards i 2016, med sangen The Flood.
I 2017 udkom gruppens ottende album "Wonderland"
I 2018 optrådte Take That i X Factor UK, Williams gæstede dem med sangen Everything Changes fra 1994. Samme år meldte han ud, at han planlagde at vende tilbage til en fuld turné for at fejre Take That's 30-års jubilæum i 2019, men dette blev droppet grundet et soloprojekt.
I 2020 slog Barlow, Owen, Williams og Donald sig sammen for at lave en hjemmekoncert i forbindelse med COVID-19 hashtaget #TogetherAtHome. Koncerten kunne streames på udvalgte hjemmesider online som pay per view.
I 2023 udkom der en fiktionsfilm baseret på sangene fra Take That under navnet "Greatest Day". Samme år udgav gruppen albummet This Life der var gruppens først album i seks år. Take That tager på turné i 2024, hvor de bl.a spiller i Tivoli i København.

## Medlemmer
Nuværende
- Gary Barlow (1989–1996, 2005–nu)
- Howard Donald (1989–1996, 2005–nu)
- Mark Owen (1989–1996, 2005–nu)

Tidligere
- Robbie Williams (1989–1995, 2010–2014)
- Jason Orange (1989–1996, 2005–2014)

Tidslinje
- Forsangeren for Take That: Gary Barlow (Foto: Wonderland Tour i 2017)
- Howard Donald, bedst kendt for Take That sangen "Never Forget". (Foto: Wonderland Tour i 2017)
- Robbie Williams: fast medlem af Take That i årene 1989-1995 og igen fra 2010-2014. (Foto: Progress Tour i 2011)
- Medlem fra Take That Mark Owen (Foto: Beautiful World Tour I 2006)
- Jason Orange medlem af Take That fra 1989-1996 og igen i 2005-2014. (Foto: The Circus Tour i 2009)

## Diskografi

### Studiealbum
| Udgivet | Titel               | Tour                                                    |
| ------- | ------------------- | ------------------------------------------------------- |
| 1992    | Take That and Party | Party Tour (1992–93)                                    |
| 1993    | Everything Changes  | Everything Changes Tour (1993–94) Pops Tour (1994-1995) |
| 1995    | Nobody Else         | Nobody Else Tour (1995)                                 |
| 2006    | Beautiful World     | Beautiful World Tour (2007)                             |
| 2008    | The Circus          | Take That Presents: The Circus Live (2009)              |
| 2010    | Progress            | Progress Live (2011)                                    |
| 2014    | III                 | Take That Live (2015)                                   |
| 2017    | Wonderland          | Wonderland Live (2017)                                  |
| 2023    | This Life           | This Life on Tour (2024)                                |

### EP'er
| Udgivet | Titel      | Tour                 |
| ------- | ---------- | -------------------- |
| 2011    | Progressed | Progress Live (2011) |
| 2021    | Love Songs |                      |

### Opsamlingsalbum
| Udgivet | Titel                                  | Tour                      |
| ------- | -------------------------------------- | ------------------------- |
| 1996    | Greatest Hits                          |                           |
| 2001    | The Best of Take That                  |                           |
| 2002    | Forever... Greatest Hits               |                           |
| 2005    | Never Forget - The Ultimate Collection | The Ultimate Tour (2005)  |
| 2006    | The Platinum Collection                |                           |
| 2018    | Odyssey                                | Greatest Hits Live (2019) |

### Livealbum/Film
| Udgivet | Titel                                                                               |
| ------- | ----------------------------------------------------------------------------------- |
| 1992    | Take That & Party                                                                   |
| 1993    | Take That - The Party/Live at Wembley                                               |
| 1994    | Take That - Everything Changes Take That - Live in Berlin                           |
| 1995    | Take That - Hometown / Live at Manchester G-Mex Take That - Nobody Else / The Movie |
| 1996    | Take That - Greatest Hits                                                           |
| 2006    | Take That - For The Record (Dokumentar) Take That - The Ultimate Tour               |
| 2008    | Take That - Beautiful World Tour                                                    |
| 2009    | The Greatest Day – Take That Present: The Circus Live                               |
| 2010    | Take That - Look Back, Don't Stare - A Film About Progress                          |
| 2011    | Progress Live                                                                       |
| 2015    | Take That - Live 2015                                                               |
| 2019    | Odyssey: Greatest Hits Live                                                         |

### Singler
| Udgivet | Titel |
| ------- | --- |
| 1991    | - Do What U Like - Promises - Once You've Tasted Love                                                                                               |
| 1992    | - It Only Takes a Minute - I Found Heaven - A Million Love Songs - Could It Be Magic                                                                |
| 1993    | - Why Can't I Wake Up with You - Pray - Relight My Fire (feat. Lulu) - Babe                                                                         |
| 1994    | - Everything Changes - Love Ain't Here Anymore - Sure                                                                                               |
| 1995    | - Back for Good - Never Forget |
| 1996    | - How Deep is Your Love |
| 2006    | - Patience |
| 2007    | - Shine - I'd Wait for Life (Udgivet i England m.fl.) - Reach Out (Udgivet i Tyskland m.fl.) - Rule The World (fra filmen Stardust) - Eight Letters |
| 2008    | - Greatest Day |
| 2009    | - Up All Night (Udgivet i England m.fl.) - The Garden (Udgivet i Tyskland m.fl.) - Said It All                                                      |
| 2010    | - The flood |
| 2011    | - Kidz - Happy Now - Love Love (fra filmen X men - First Class) - When We Were Young (fra filmen The Three Musketeers)                              |
| 2014    | - These Days |
| 2015    | - Get Ready For It (fra filmen Kingsman) - Let In The Sun - Higher Than Higher - Hey Boy                                                            |
| 2017    | - Giants |
| 2018    | - Pray (odyssey version) - Out of our Heads |
| 2023    | - Windows - Brand New Sun - This Life |